# Aristolochia urupaensis
Aristolochia urupaensis är en piprankeväxtart som beskrevs av Frederico Carlos Hoehne. Aristolochia urupaensis ingår i släktet piprankor, och familjen piprankeväxter. Inga underarter finns listade i Catalogue of Life.